# Серпокрильцеві
Серпокрильцеві (Apodidae) — родина птахів. Зовнішньо дуже подібні до ластівок, але не споріднені з ними. Серпокрильці знаходяться в окремому ряді серпокрильцеподібних (Apodiformes). Схожість між серпокрильцями і ластівками виникла завдяки конвергентній еволюції, що йде завдяки подібному стилю життя, а саме полюванню на комах в польоті. Найбільшу швидкість у горизонтальному польоті здатні розвивати серпокрильці — до 160 км за годину.

## Етимологія
У «Системі природи» Карла Ліннея серпокрилець чорний (Apus apus) був описаний під назвою Hirunso apus (грец. a- — без, грец. pous — нога). У 1777 році італійсько-австрійський натураліст Джованні Антоніо Скополі використав назву Apos, відокремивши серпокрильців від ластівок; в тій же роботі зустрічається і Apus, під таким ім'ям були описані ракоподібні (Crustacea). У 1810 році німецькі орнітологи Бернхард Меєр і Йоганн Вольф назвали серпокрильців Micropus (грец. mikros- — маленький, грец. pous — нога), що було відкинуто англійським орнітологом Річардом Боудлером Шарпом в 1900 році, оскільки цю назву вже використовував Линней (для одного з видів рослин).
У 1811 році побачив світ «Систематичний нарис ссавців і птахів» німецького зоолога Йоганна Карла Вільгельма Іллігера. У цій роботі виділені в окрему родину серпокрильці отримали латинську назву Cypselus (грец. kupselos — ластівка). Така назва зустрічається в працях Арістотеля.
Раніше серпокрильців також називали Machrochires (великорукі), маючи на увазі зовнішнє крило.

## Класифікація
- Підродина Свіфтні (Cypseloidinae)
  - Рід Свіфт (Cypseloides) — 8 видів;
  - Рід Плямистошиїй свіфт (Streptoprocne) — 5 видів;
- Підродина Серпокрилечні (Apodinae);
  - Рід Салангана (Collocalia) — 11 видів;
  - Рід Бура салангана (Aerodramus) — 28 видів;
  - Рід Велика салангана (Hydrochous) — 1 вид;
  - Рід Зімбабвійський серпокрилець (Schoutedenapus) — 1 вид;
  - Рід Чорнохвостий голкохвіст (Mearnsia) — 2 види;
  - Рід Бурий голкохвіст (Zoonavena) — 3 види;
  - Рід Плямистоволий голкохвіст (Telacanthura) — 2 види;
  - Рід Білохвостий голкохвіст (Rhaphidura) — 2 види;
  - Рід Африканський голкохвіст (Neafrapus) — 2 види;
  - Рід Колючохвіст (Hirundapus) — 4 види;
  - Рід Голкохвіст (Chaetura) — 11 видів;
  - Рід Строкатий серпокрилець (Aeronautes) — 3 види;
  - Рід Серпокрилець-крихітка (Tachornis) — 3 види;
  - Рід Серпокрилець-вилохвіст (Panyptila) — 2 види;
  - Рід Пальмовий серпокрилець (Cypsiurus) — 3 види;
  - Рід Білочеревий серпокрилець (Tachymarptis) — 3 види;
  - Рід Серпокрилець (Apus)— 20 видів.